# 百福大楼
百福大楼（法語：Immeuble Belfran）建于1926年，坐落于原天津法租界的主要街道大法国路（Rue de France）、柏公使河坝（Quai Auguste Boppe）和大法国河坝（Quai de France）交口处的大法国路93号楼（今天津市和平区解放北路和张自忠路交处的解放北路1号至5号），作为天津租界时代留存下来的重要建筑之一，该建筑目前是重点保护等级历史风貌建筑和天津市文物保护单位。

## 历史
百福大楼建于1926年，由比商义品公司法籍工程师孟德尔松（法語：Léo Mendelssohn）设计的，原为集商业、办公、公寓式住宅于一体的综合性大楼。 建筑建成之后，百福大楼作为当时天津法租界的综合写字楼，曾出租于英商卜内门洋行和美商亨茂汽车行等洋行。中华人民共和国成立后，百福大楼曾为天津市第二电子仪器厂办公楼。唐山大地震中，百福大楼临海河一侧屋顶塔楼的旗杆被震毁。2007年，天津市人民政府对该建筑进行整修，对百福大楼进行了全面的查勘，同时查阅了历史图纸和照片并依据《历史风貌建筑保护图则》，恢复百福大楼屋顶塔楼的设计方案。目前，百福大楼经过整修后，现为津湾广场的易宴餐厅。

## 名称
百福大楼的“百福”音译于法文名称“BELFRAN”，这个词来源于比利时的英文单词“Belgique”前三个字母和法国的英文单词“France”前四个字母的组合。因为当时百福大楼的拥有者仪品放贷公司（CREDIT FONCIER D"EXTREME-ORIENT）属于受法国的直接控制的比利时财团体系并将其总管理处设于巴黎，所以该建筑与比利时和法国都有着千丝万缕的联系。

## 建筑
百福大楼占地面积为3020平方米，建筑面积为3913平方米，总建筑高度23．93米，为五层钢筋混凝土全框架结构，局部设有地下室。建筑平面和外立面均为船舶形状设计，东立面为曲线过渡，沿街的外立面为对称式设计。建筑顶部为进深缩退形式的折坡屋顶，屋顶的老虎窗同五块弧形墙面合为一体形成凸起的梯形山花，在屋顶高出屋脊1至10米不同的位置上设有多个长短不同的金属杆，杆顶设有闪光金属做成的星光，该金属杆起到了避雷针与装饰的作用。大楼上部设有白色涂层的断开式檐口并设有天窗，装饰有精致刻花的挑檐以微微外凸的牛腿支撑。建筑首层外立面为灰色水刷石并装饰有大块分格的线条，首层以上部分外立面装饰有浅黄色的贴面。百福大楼的外部还相隔排列有矩形窗、大弧形窗、小椭圆形舷窗等各种窗套形式，窗口下方装饰有黑色透空方格栏杆并配以白色窗楞。百福大楼的内部平面为长方形和小梯形的布局组合，建筑首层设有门厅和大玻璃橱窗商业店面，门厅正对着三跑式主楼梯，建筑中阁设有电梯间。建筑二层和三层为大展厅。建筑四层和五层为办公和住宅混用并设有办公室、会客室、卧室和餐厅的成套高级公寓。另外，建筑中间二层至五层的东侧设有外廊。该建筑是一座象征主义表现风格的北欧式建筑。